# Nazaré Pereira
Pour les articles homonymes, voir Nazaré.
Nazaré Pereira, née le 10 décembre 1940, est une chanteuse et compositrice brésilienne, elle est née à Xapuri au Brésil, « de père italien et de mère indienne en Amazonie ». Elle est connue notamment pour sa superbe "Clarão de lua" et a sorti une chanson pour enfants qui a fait un tube en 1980, "Amarelinha", (la marelle). Elle chante les musiques du nord et du nord-est du Brésil. 

## Discographie
- 2001 - Brazil/ Forró
- 2000 - Carolina
- 1994 - Brasileira, tout simplement
- 1992 - Thaina-kan
- 1988 - Ver-o-pêso/Ritmos da Amazônia
- 1987 - Mimile
- 1985 - Brasil á Toulouse
- 1985 - Garota de Copacabana
- 1983 - Zum zum
- 1982 - Ecoute le Carnaval
- 1981 - Le train du Brésil
- 1981 - Boîte à soleil/Caixa de sol
- 1981 - Nazaré Pereira a l'Olympia
- 1980 - Chante le Brésil
- 1980 - Natureza
- 1979 - Amazônia
- 1978 - Nazaré

## Concerts
Maîtresse de danse, Nazaré Pereira a incarné "l'Italo-France" en jouant à Rome (Italie) au Galoppatoio di Villa Borghese le 3 juillet 1992, dans le cadre de la réalisation de "Effetto Colombo" (500ème anniversaire de la découverte des Amériques par Christophe Colomb). L'artiste italo-français Vincent Tondo l'accompagnait pour la circonstance.

## Hommages et collaborations
- 1985 - Nuits Brésiliennes
- 2013 - Nazaré Pereira Music
- 2017 - McCartney, Nazaré siamo re